# Ярославово дворище
Яросла́вово двори́ще и Торг — исторический архитектурный комплекс на Торговой стороне Великого Новгорода, являющийся, наряду с Новгородским кремлем, основной архитектурной доминантой исторического центра города
В настоящее время урочище Ярославово дворище и Торг включает в себя обширное пространство между Большой Московской улицей и берегом Волхова и между Иваньской и Никольской улицами, что несколько отличается от первоначальной топографии обоих урочищ, как Ярославова дворища так и Торга.

## Происхождение названия. Ярославово дворище в древности
1227 год — выступление волхвов в Новгороде: «Ижгоша вълхвы 4, творяхуть е потворы деюще, а бог весть; и сожгоша их на Ярославли дворе». Известия Новгородской I летописи под 1271 годом и Новгородской IV летописи под 1406 годом о пожарах на Ярославовом дворище позволяют локализовать его между Готским и Немецким «дворами» иноземных купцов, к северу, югу и востоку от Николо-Дворищенского собора — главного храма дворища. Территория дворища простиралась также на запад от «Святого Николы» (под 1462 годом летопись Авраамки сообщает о пожаре, начавшемся напротив «святого Николы на княжи дворе, на берегу», причем имелся в виду правый берег Волхова, расположенный к западу от собора; из этого упоминания следует, что к западу Ярославово дворище уже в то время доходило до Волхова).
Под 1410 годом Новгородская IV летопись сообщает о постройке церкви Жён Мироносиц «на дворище», которая находится рядом с Николо-Дворищенским собором, к юго-западу от него. Северная граница Ярославова дворища, как показали археологические раскопки, находилась в непосредственной близости от Николо-Дворищенского собора (уже в 2 м от стен которого начиналось другое урочище — Торг). Южная граница дворища проходила у Готского двора, то есть, на уровне северного фасада нынешней гостиницы «Россия». Восточная граница точно не установлена, очевидно, она проходила в районе современной Большой Московской улицы.

Ярославово дворище получило своё название по имени князя Ярослава, прозванного позже Мудрым. В период новгородской независимости употреблялось слово «двор», тогда как слово «дворище» впервые употреблено в Псковской II летописи под 1477 годом в связи с откровенным намерением Ивана III упразднить новгородский вечевой строй. Начиная с Московского периода употреблением слова «дворище» сделалось постоянным. Судя по названию, возникновение этого двора относится ещё к рубежу X—XI веков. Впервые словосочетание «Ярославль двор» упоминается ещё в Ипатьевской летописи под 1149 годом, что исключает вероятность возникновения данного топонима в связи с именем другого русского князя. Сравнительно поздняя, но сохранившая фрагменты древненовгородского летописания Новгородская III летопись (под 1030 годом) объясняет происхождение название урочища «Ярославово дворище» тем, что 
жил великий князь Ярослав на Торговой стране, близ реки Волхова, где ныне церковь каменная Николая чудотворца, яже и доныне словет Ярославле дворище.
Это замечание важно и тем, что археологам так и не удалось найти остатков княжеского дворца. Вполне возможно, что построенный в 1113—1136 годах Николо-Дворищенский собор возник и в самом деле прямо на его месте, тем более что ещё с рубежа XI—XII веков постоянным местом жительства новгородских князей стало Городище (ныне Рюриково Городище). В русских летописях Ярославов двор известен также именем «Княжого двора». Под именем Княжеского двора новгородский Ярославов двор назван и в иностранных источниках. В дошедших до нас новгородских «вечных грамотах» — вечевых актах — употреблялся первый вариант названия — «Ярославль двор» («на вече на Ярославле дворе»).

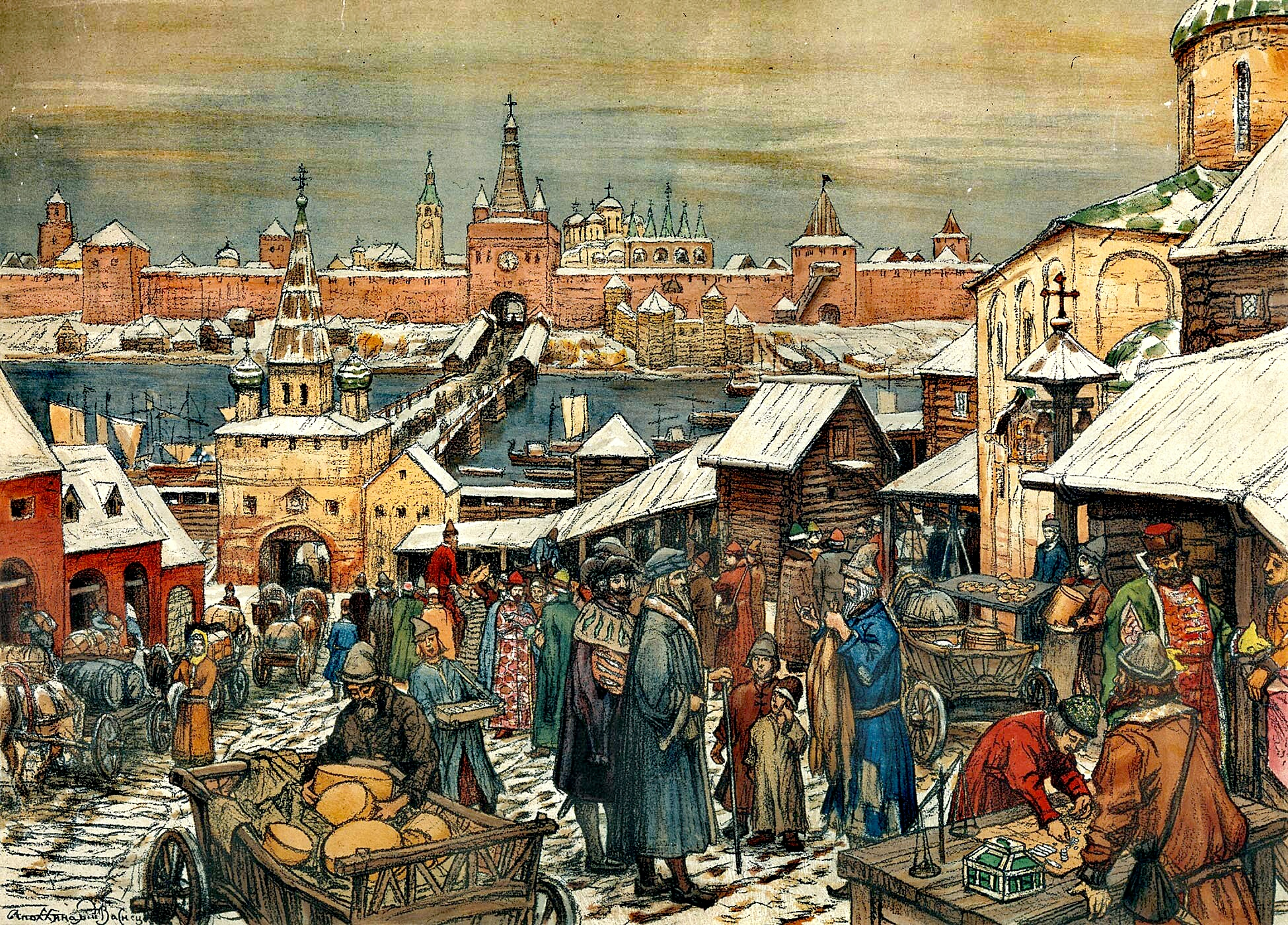
«Новгородский торг» — картина Аполлинария Васнецова

На Ярославовом дворище находилось одно из мест вечевых собраний. Начиная с 1149 года летописи часто упоминают вечевые собрания на Ярославовом дворе. Собрания проходили возле Николо-Дворищенского собора, вероятнее всего, с запада от него на небольшой площадке 1200—2000 м² (В. Л. Янин). Существует также мнение, что собиравшееся там вече являлось не широким народным собранием, а узким советов нескольких сот знатнейших кончанских представителей, «300 золотых поясов». Местом размещения вечевого колокола на дворище иногда считают упоминаемую в летописи «гридницу». Долгое время за гридницу на Ярославовом дворище принимали Воротную башню Торга.
До XIV века у Торга на Готском торговом дворе, основанном в XII веке, существовала церковь святого Олафа.
С XV века после утраты независимости и вывозе вечевого колокола в Москву на дворище размещались дворы и приказы великокняжеских наместников. В 1478 году великий князь Иван III потребовал отдать ему территорию Ярославова двора, считая её своей наследной собственностью, чего в конечном счёте и добился, послав туда своих представителей и повелев им «стати на своём дворе великого князя Ярославия».
В 1572 году Иван IV «новые избы ставити на своем дворе», поэтому в XVI веке Ярославов двор нередко называли «Государевым».

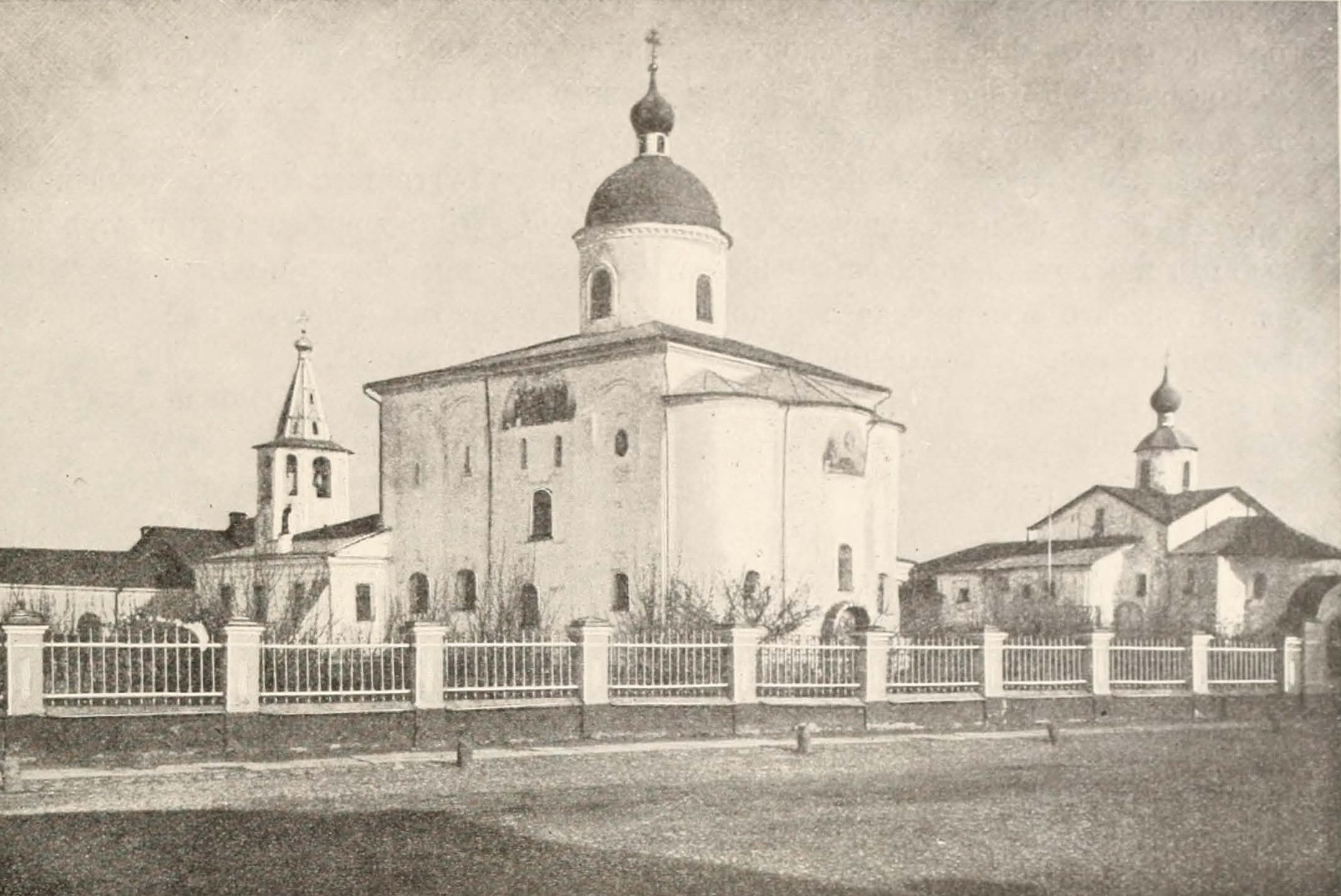
Ярославово дворище в конце XIX века

В XVII—XVIII веках на месте Торга был выстроен Гостиный двор.
Сейчас через Волхов, на том самом месте, где несколько веков стоял Великий мост, построен Пешеходный мост, соединяющий Софийскую сторону у Новгородского кремля и Торговую сторону в Ярославовом дворище.
В 1771 году у северной части Торга, на берегу Волхова, «для удобства проезда императрицы в Москву, по случаю коронования» был построен Путевой дворец, за которым закрепилось название «Екатеринин Путевой дворец».

## Советское время

Вид Ярославова дворища зимой 1944 года, после освобождения Новгорода

После освобождения Новгорода от германских войск, здания и исторические постройки Ярославова дворища, а также прилегающих к нему торговых рядов по улице 1 Мая, пострадав во время оккупации, в большинстве своём ещё имели хорошо сохранившиеся стены, а в некоторых случаях даже кровли. Практически все они подлежали восстановлению.
Полностью сохранилась и Аркада Гостиного двора. Однако в 1945 году новгородский горком партии поднял вопрос о полной разборке Гостиного двора. С 1947 года Новгородский Горсовет и Специальная проектно-реставрационная мастерская активно занялись воплощением в жизнь партийного решения. Только в 1953 году, благодаря вмешательству Академии наук СССР и лично Игоря Грабаря, уничтожение Гостиного двора было остановлено. Однако, в конечном счёте, в 1956 году Гостиный двор и квартал торговых рядов по улице 1 Мая были до основания разрушены. Сохранилась лишь небольшая часть известной аркады. Кроме гражданских построек, были также разобраны на кирпич колокольни и приделы церквей Успения и Георгия на Торгу.
Во время последующих раскопок на территории Ярославова дворища среди прочего были найдены несколько слоёв деревянных мостовых, а на участке между Никольским собором и церковью Параскевы Пятницы — настил из коровьих костей.
В 2021 году Новгородскому музею-заповеднику, в состав которого входит архитектурный комплекс Ярославова дворища, была выделена субсидия из федерального бюджета в размере почти 50 млн рублей для подготовки проектно-сметной документации на комплексную реставрацию его 11-ти объектов культурного наследия: Народного училища; церкви Георгия на Торгу; церкви Параскевы Пятницы; церкви Иоанна Предтечи на Опоках; церкви Прокопия; собора Никольского; Часовни иконы Божией Матери «Всех Скорбящих Радость»; Гостиного двора (фрагменты): корпуса надвратного с башней; колокольни Никольского собора; церкви Успения на Торгу. Последняя комплексная реставрация на Ярославовом дворище проводилась в 1951—1955 годах.

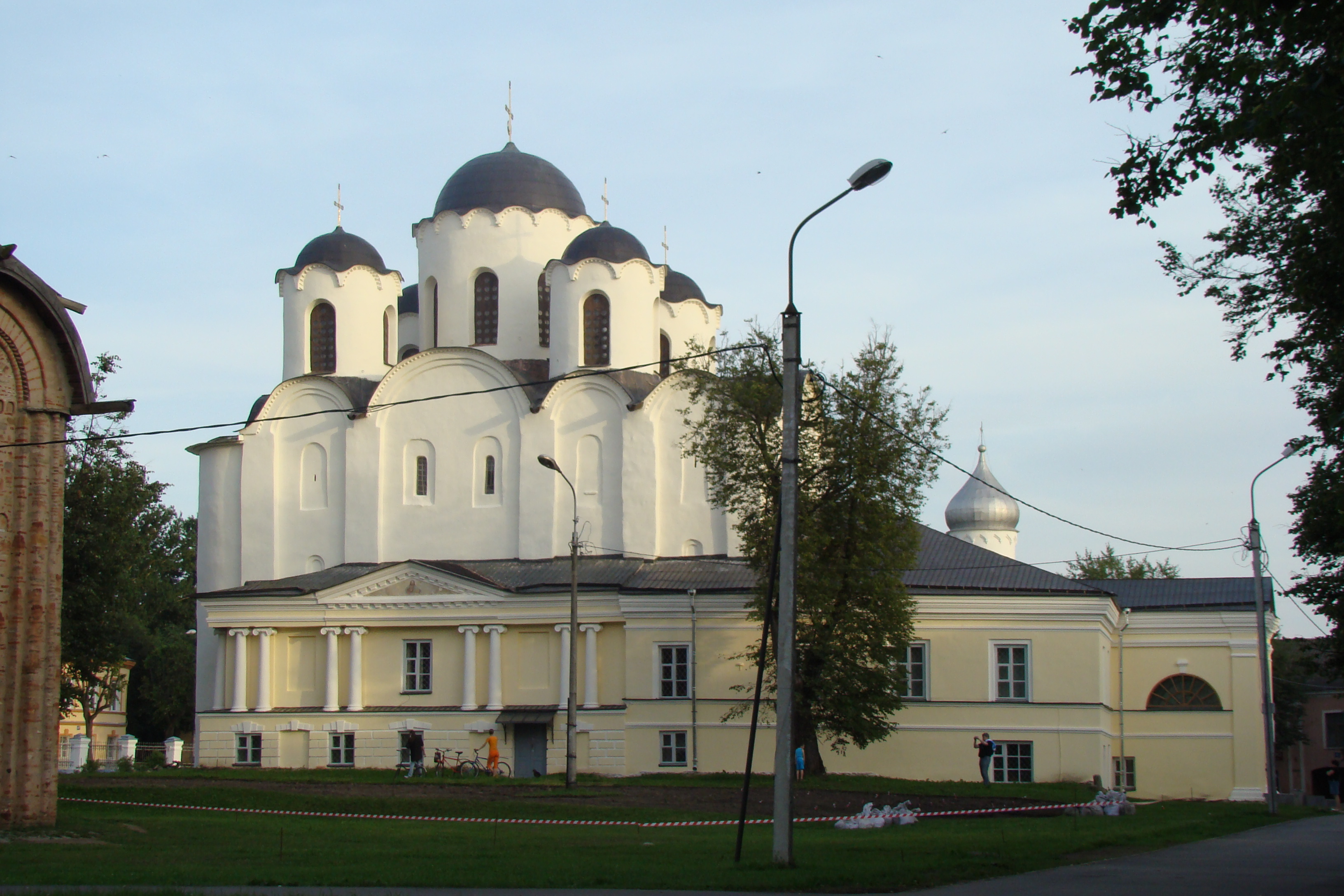
Николо-Дворищенский собор
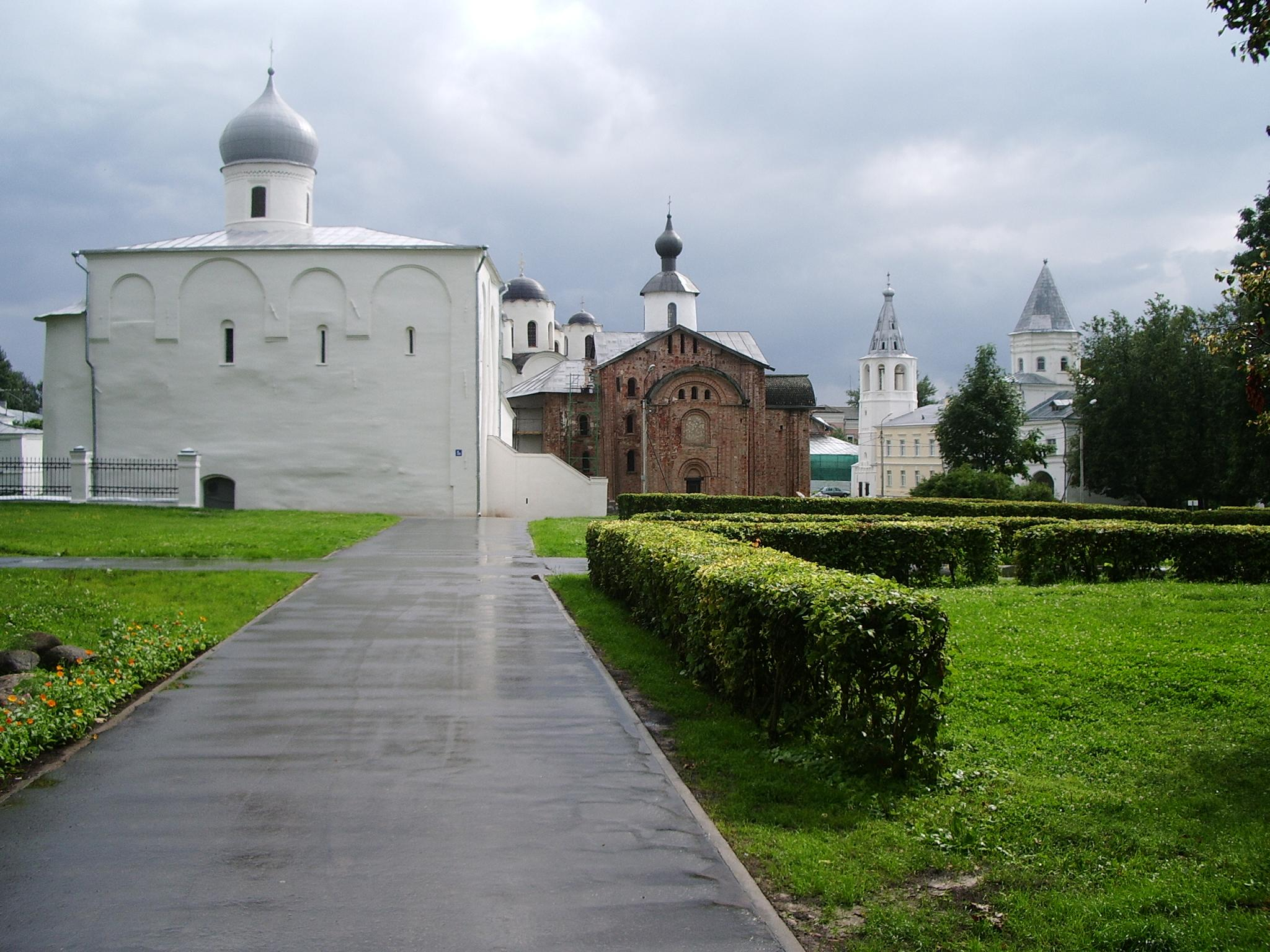
Церкви Ярославова дворища
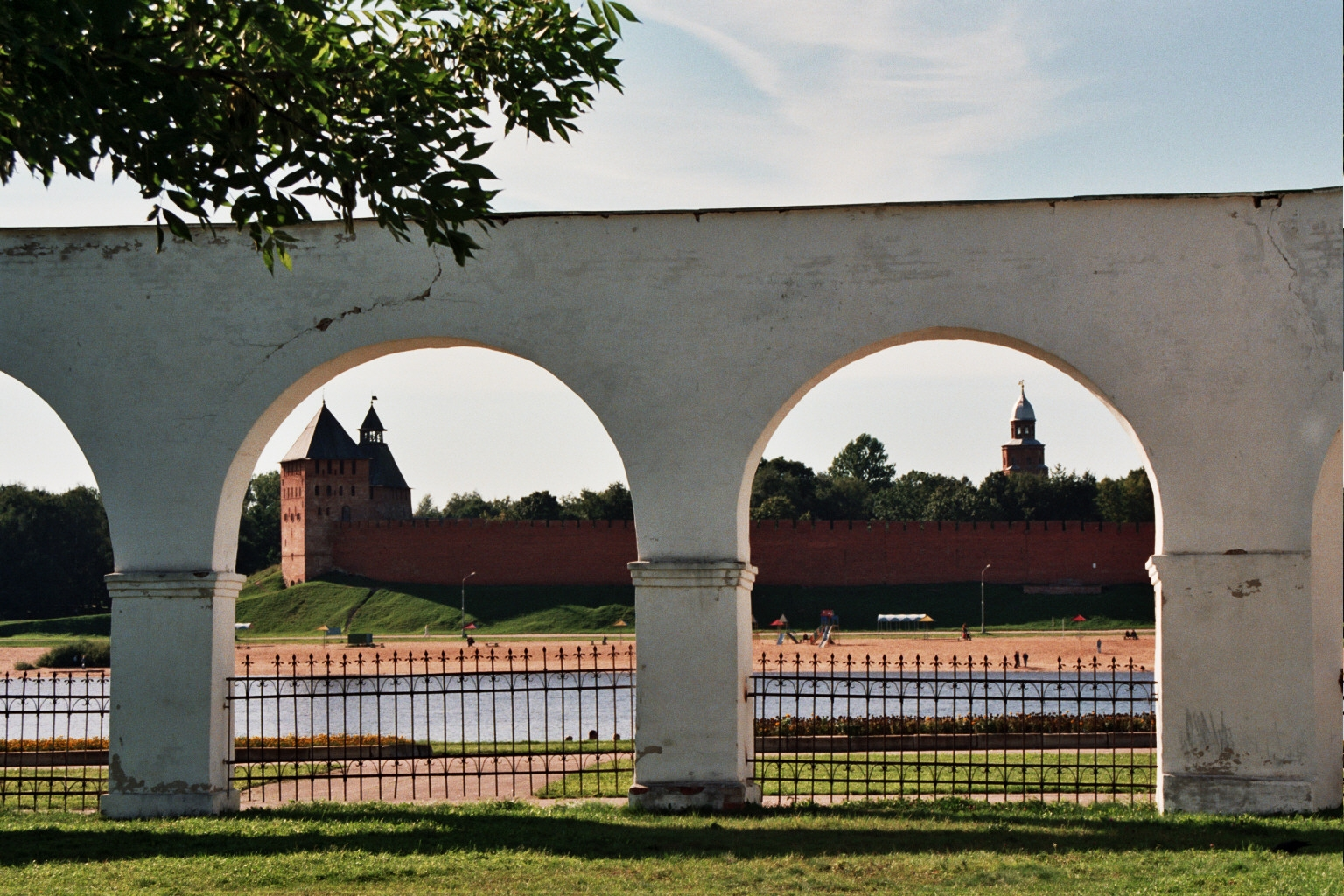
Аркада Гостиного двора
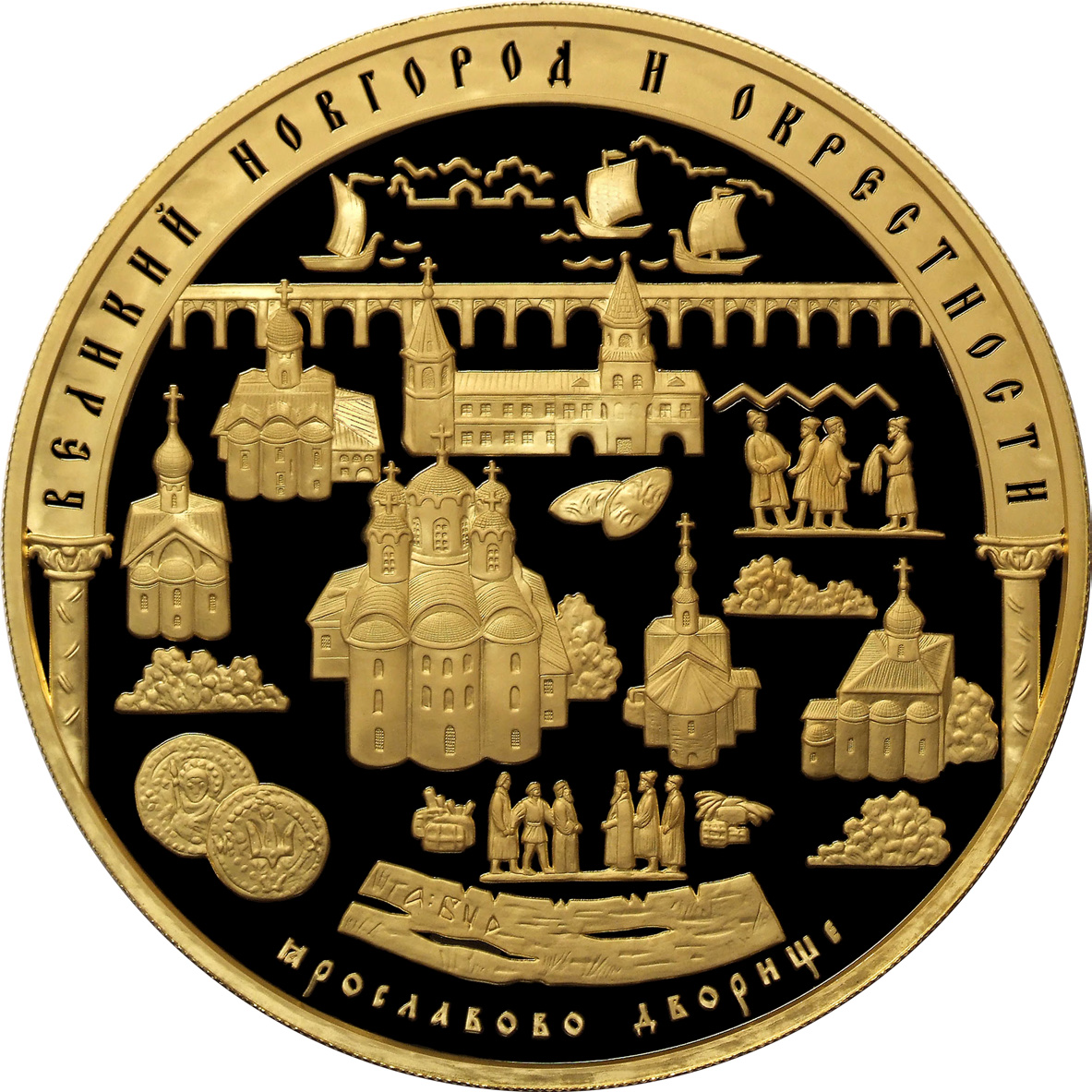
Ярославово дворище на золотой монете достоинством 10 000 рублей из серии «Россия во всемирном, культурном и природном наследии ЮНЕСКО»